# Вольфганг Вебер
Вольфганг Вебер (нім. Wolfgang Weber, нар. 26 червня 1944, Померанія) — німецький футболіст, захисник. По завершенні ігрової кар'єри — футбольний тренер.
Як гравець відомий виступами за «Кельн», в якому провів усю кар'єру, а також національну збірну Німеччини.

## Клубна кар'єра
У дорослому футболі дебютував 1963 року виступами за «Кельн», кольори якого і захищав протягом усієї своєї кар'єри гравця, що тривала цілих шістнадцять років. Більшість часу, проведеного у складі «Кельна», був основним гравцем захисту команди.

## Виступи за збірну
1964 року дебютував в офіційних матчах у складі національної збірної ФРН. Протягом кар'єри у національній команді, яка тривала 15 років, провів у формі головної команди країни 53 матчі, забивши 1 гол.
У складі збірної був учасником чемпіонату світу 1970 року у Мексиці, на якому команда здобула бронзові нагороди та чемпіонату світу 1966 року в Англії, де разом з командою здобув «срібло».

## Кар'єра тренера
Розпочав тренерську кар'єру відразу ж по завершенні кар'єри гравця, 1978 року, очоливши тренерський штаб клубу «Вердер». Наразі досвід тренерської роботи обмежується цим клубом.

## Досягнення
- Чемпіон Німеччини: 1962, 1964, 1978
- Віце-Чемпіон Німеччини: 1963, 1965, 1973
- Володар кубка Німеччини: 1968, 1977, 1978
- Фіналіст Кубка Німеччини: 1970, 1971, 1973

Збірні
- Віце-чемпіон світу: 1966
- Бронзовий призер чемпіонату світу: 1970